# 사부 (영화 감독)
SABU(사부, 1964년 11월 18일 ~ )는 일본 와카야마현 와카야마시 출신의 배우, 영화 감독이다. 구 예명은, 타나카 히로유키(田中 博樹), 사부(サブ).
배우로 활동하다 1996년에 첫 영화를 감독했으며, 현재는 영화 감독 위주로 활동 중이다.

## 작품

### 감독
- 탄환 러너 (1996년)
- 포스트맨 블루스 (1997년)
- 언럭키 몽키 (1997년)
- MONDAY (2000년)
- DRIVE (2001년)
- 행복의 종 (2002년)
- A1012K (2003년)
- 하드 럭 히어로 (2003년)
- 홀드 업 다운 (2005년)
- 질주 (2005년)
- 게어선 (2009년)
- 트러블맨 (2010년, 드라마)
- 토끼 드롭스 (2011년)
- Miss ZOMBIE (2013년)
- 천공의 차스케 (2015년)
- 행복의 헬멧 (2016년)

### 출연
- 포 비지니스 (1986년)
- 영원의 1/2 (1987년)
- 월드 아파트먼트 호러 (1991년)
- 제이람 2 (1994년)
- 800 TWO LAP RUNNERS (1994년)
- 여우령 (1996년)
- 이치 더 킬러 1 (2001년)
- 조제, 호랑이 그리고 물고기들 (2003년)
- 사일런스 (2016년)